# Milton (Raça)
Milton (Raça) è il nono album del cantante e compositore brasiliano Milton Nascimento, pubblicato nel 1976 dalla EMI e da A&M Records.
| Recensione                    | Giudizio |
| ----------------------------- | -------- |
| AllMusic                      | [ 1 ]    |
| The Rolling Stone Album Guide | [ 2 ]    |

## Tracce
1. Raça – 3:35
2. Fairy Tale Song (Cadê) – 4:11
3. Francisco – 4:27
4. Nada Será Como Antes – 3:53
5. Cravo E Canela – 3:44
6. The Call (Chamada) – 5:49
7. One Coin (Tostão) – 5:30
8. Saídas E Bandeiras (Exits and Flags) – 4:45
9. Os Povos (The People) – 8:06